# Feel the Blues
Feel the Blues — студійний альбом блюзового співака і гітариста Джиммі Докінса, випущений англійським лейблом JSP Records в 1985 році. Записаний у 1985 році в Еванстоні, штат Іллінойс на студії Soto Studios та спродюсований Джиммі Докінсом. В записі альбому взяла участь співачка Нора Джин Воллес.
1997 року альбом був перевиданий на CD.

## Список композицій
1. «If You Got to Love Somebody» (Джиммі Докінс) — 4:39
2. «Highway Man Blues» (Джиммі Докінс) — 7:42
3. «So Good to Me» (Джиммі Докінс) — 6:28
4. «Last Days» (Джиммі Докінс) — 8:40
5. «Feel the Blues» (Джиммі Докінс) — 4:46
6. «Christmas Time Blues» (Джиммі Докінс, Нора Джин Воллес) — 5:11
7. «Have a Little Mercy» (Джиммі Докінс) — 8:00
8. «We Got to Go» (Джиммі Докінс) — 5:30
9. «So Good to Me» [альтернативний запис] (Джиммі Докінс) — 5:16

## Учасники запису
- Джиммі Докінс — гітара і вокал
- Нора Джин Воллес — вокал (3,6,9)
- Річард Кірч — ритм-гітара
- Фред Барнс — бас
- Дж.Т. Беркс — гармоніка (2)
- Професор Едді Ласк — фортепіано, клавішні
- Майкл Скотт — ударні

### Технічний персонал
- Джиммі Докінс — продюсер
- Джеррі Сото — інженер
- Девід Кроссмен — фотографія, дизайн обкладинки